# Comuna de Jejkowice
Jejkowice (polaco: Gmina Jejkowice) é uma gminy (comuna) na Polónia, na voivodia de Santa Cruz e no condado de Rybnicki. A sede do condado é a cidade de Jejkowice.
De acordo com os censos de 2006, a comuna tem 3702 habitantes, com uma densidade 475,8 hab/km².

## Área
Estende-se por uma área de 7,59 km², incluindo:
- área agrícola: 60%
- área florestal: 24%

## Demografia
Dados de 30 de Junho 2004:
|                      | Total   | Total | Mulheres | Mulheres | Homens  | Homens |
| -------------------- | ------- | ----- | -------- | -------- | ------- | ------ |
|                      | pessoas | %     | pessoas  | %        | pessoas | %      |
| População            | 3611    | 100   | 1810     | 50,1     | 1801    | 49,9   |
| Densidade (pop./km²) | 475,8   | 100   | 238,5    | 238,5    | 237,3   | 237,3  |

De acordo com dados de 2002, o rendimento médio per capita ascendia a 1336,06 zł.

## Comunas vizinhas
- Gaszowice, Rybnik, Rydułtowy